# آيت سعيد أولحسن (تالسينت)
آيت سعيد أولحسن هي إحدى مشيخات المملكة المغربية، تتبع جغرافيا لإقليم فكيك وإداريًا لتالسينت. يقدر عدد سكانها بـ 674 نسمة حسب الإحصاء الرسمي للسكان والسكنى لسنة 2004. ينتمي إلى دوار تبوشنت